# دیدارهای فوتبال ایران و کویت
تیم ملی ایران و تیم ملی کویت تاکنون ۳۶ بار در مقابل یکدیگر قرار گرفته‌اند. حاصل این بازیها، ۱۸ پیروزی برای تیم ایران، ۷ پیروزی برای تیم کویت و ۱۱ تساوی بوده‌است 
در این بازی‌ها جمعاً ۸۱ گل به ثمر رسیده‌است که سهم تیم ایران ۵۰ گل و سهم تیم کویت ۳۱ گل است.
ایران هرگز در بازی‌های خانگی مغلوب تیم کویت نشده‌است و این در حالی است که هفت بار این تیم را در خاک کویت شکست داده‌است

## اولین بازی
اولین بازی بین این دو تیم در تاریخ دوازدهم آذر ۱۳۵۰ از سری بازی‌های مقدماتی المپیک ۱۹۷۲ در تهران برگزار شد که با نتیجه ۲ بر ۰ به سود تیم ملی ایران تمام شد.

## بهترین برد
بهترین برد تیم ملی ایران در برابر تیم ملی کویت کسب نتیجه ۳ بر ۱ میباشد که در سال ۱۳۸۱ در یک بازی دوستانه حاصل شده‌است
بهترین برد تیم ملی کویت نیز برابر تیم ملی ایران با نتیجه ۳ بر ۰ در سال ۱۳۷۷ در طی یک بازی دوستانه اتفاق افتاده‌است

## فاصله بین بردها
بیشترین فاصله‌ای که بین دو برد تیم ملی کویت افتاده است ۸ بازی میباشد که تیم کویت در هشت بازی اول هرگز موفق به کسب برد برابر ایران نشد (هفت برد برای ایران و یک مساوی).
تیم ملی ایران تجربه کسب برد در چهار بازی متوالی در برابر تیم ملی کویت را دارد.
بیشترین فاصله‌ای که بین دو برد تیم ملی ایران افتاده‌است چهار بازی است که این اتفاق چندین بار افتاده‌است.

## بررسی کلی بازیها
| بردهای ایران | ۱۷ بازی |            | گل‌های ایران | ۴۷ گل                            |         | بازی‌های برگزار شده در ایران | ۱۱ بازی |
| مساوی        | ۱۱ بازی | گل‌های کویت | ۳۴ گل       | بازی‌های برگزار شده در کشور بی‌طرف | ۹ بازی  |                             |         |
| بردهای کویت  | ۸ بازی  |            |             | بازی‌های برگزار شده در کویت       | ۱۶ بازی |                             |         |
| مجموع بازی‌ها | ۳۶ بازی | مجموع گل‌ها | ۸۱ گل       | مجموع بازی‌ها                     | ۳۶ بازی |                             |         |

## عنوان بازیها
| #   | عنوان بازی              | تعداد بازی | برد ایران | برد کویت | مساوی |
| --- | ----------------------- | ---------- | --------- | -------- | ----- |
| ۱   | دوستانه                 | ۱۳         | ۶         | ۳        | ۴     |
| ۲   | مقدماتی جام جهانی       | ۸          | ۵         | -        | ۳     |
| ۳   | مقدماتی فوتبال المپیک   | ۵          | ۳         | ۱        | ۱     |
| ۴   | جام ملتهای آسیا         | ۴          | ۱         | ۱        | ۲     |
| ۵   | بازیهای آسیایی          | ۳          | ۱         | ۲        | -     |
| ۶   | مقدماتی جام ملتهای آسیا | ۲          | ۱         | -        | ۱     |
| ۷   | فوتبال غرب آسیا         | ۲          | -         | ۱        | -     |
| جمع | جمع                     | ۳۶         | ۱۷        | ۸        | ۱۱    |

| عملکرد دو تیم در بازیهای رسمی | عملکرد دو تیم در بازیهای رسمی | عملکرد دو تیم در بازیهای رسمی | عملکرد دو تیم در بازیهای رسمی |
| ----------------------------- | ----------------------------- | ----------------------------- | ----------------------------- |
| بازی                          | برد ایران                     | برد کویت                      | مساوی                         |
| ۲۳ بازی                       | ۱۱ بازی                       | ۵ بازی                        | ۷ بازی                        |

## میزبان و میهمان
| بازیهایی که در ایران برگزار شده است       | بازیهایی که در ایران برگزار شده است | بازیهایی که در ایران برگزار شده است | بازیهایی که در ایران برگزار شده است |
| تیم                                       | برد                                 | مساوی                               | باخت                                |
| ----------------------------------------- | ----------------------------------- | ----------------------------------- | ----------------------------------- |
| ایران                                     | ۷                                   | ۴                                   | ۰                                   |
| کویت                                      | ۰                                   | ۴                                   | ۷                                   |
| بازیهایی که در کویت برگزار شده است        |                                     |                                     |                                     |
| تیم                                       | برد                                 | مساوی                               | باخت                                |
| ایران                                     | ۷                                   | ۶                                   | ۴                                   |
| کویت                                      | ۴                                   | ۶                                   | ۷                                   |
| بازیهایی که در کشوری بی‌طرف برگزار شده است |                                     |                                     |                                     |
| تیم                                       | برد                                 | مساوی                               | باخت                                |
| ایران                                     | ۳                                   | ۲                                   | ۳                                   |
| کویت                                      | ۳                                   | ۲                                   | ۳                                   |

## فهرست کلی بازی‌ها
| #  | تاریخ       | نتیجه بازی             | شهر / ورزشگاه                      | عنوان بازیها                 | گلزنان                                                                                             |
| -- | ----------- | ---------------------- | ---------------------------------- | ---------------------------- | -------------------------------------------------------------------------------------------------- |
| ۳۶ | ۱۲/۱۲/۱۳۹۲  | ایران ۳ - ۲ کویت       | کرج، ایران، انقلاب                 | مقدماتی جام ملت‌های آسیا ۲۰۱۵ | یعقوب کریمی (۱) پیام صادقیان (۶۱) کریم انصاری فرد (۹۰) محسن بنگر (۱۸ گل به خودی) – فهد الرشید (۸۹) |
| ۳۵ | ۶/۱/۱۳۹۲    | ایران ۱ - ۱ کویت       | کویت، کویت، الکویت استادیوم        | مقدماتی جام ملت‌های آسیا ۲۰۱۵ | مسعود شجاعی (۴۵) ** فهد آواد (۷۶-پ)                                                                |
| ۳۴ | ۱/۷/۱۳۸۹    | ایران ۱ - ۲ کویت       | امان، اردن، ملک عبداله             | فوتبال غرب آسیا ۲۰۱۰         | میلاد میداووی (۵+۹۰) ** عبدالعزیز آل مشان (۹) – یوسف ناصر (۴۵)                                     |
| ۳۳ | ۳/۱/۱۳۸۸    | ایران ۱ - ۰ کویت       | کویت، کویت، جابر الاحمد            | بازی دوستانه                 | مازیار زارع (۸۵-پ)                                                                                 |
| ۳۲ | ۲ /۴/۱۳۸۷   | ایران ۲ - ۰ کویت       | تهران، ایران، آزادی                | مقدماتی جام جهانی ۲۰۱۰       | جواد نکونام (۱۷) – علامرضا رضایی (۱+۹۰)                                                            |
| ۳۱ | ۷/۱/۱۳۸۷    | ایران ۲ - ۲ کویت       | کویت، کویت، الکویت                 | مقدماتی جام جهانی ۲۰۱۰       | علیرضا واحدی نیکبخت (۲) – جلال حسینی (۴) احمد عجب عازمی (۳۸) – فهد الرشید (۸۲)                     |
| ۳۰ | ۱۱/۹/۱۳۸۲   | ایران ۱ - ۳ کویت       | کویت، کویت، کاظمیه                 | بازی دوستانه                 | علی دایی (۷۷) ** بشار عبداله (۲۵ و ۳۴) – ولید علی (۶۴)                                             |
| ۲۹ | ۹/۳/۱۳۸۱    | ایران ۳ - ۱ کویت       | کویت، کویت، صباح السالم            | بازی دوستانه                 | محمد نوازی (۲۲) – رحمان رضایی (۶۲) – فرهاد مجییدی (۲+۹۰) بشار عبداله (۳۵-پ)                        |
| ۲۸ | ۱۵/۱۱/۱۳۷۸  | ایران ۱ - ۱ کویت       | کویت، کویت، قادسیه استادیوم        | بازی دوستانه                 | بهنام ابوالقاسم‌پور (۷۰) ** جاسم الهویدی (۱۳)                                                       |
| ۲۷ | ۲۶/۱۱/۱۳۷۷  | ایران ۲ - ۱ کویت       | کویت، کویت، محمد الحمد             | بازی دوستانه                 | نادر محمدخانی (۳۰-پ) – حسین خطیبی (۶۰) ** جاسم الهویدی (۱۳)                                        |
| ۲۶ | ۲۸/۹/۱۳۷۷   | ایران ۲ - ۰ کویت       | بانکوک، تایلند، راجامانگالا        | بازی‌های آسیایی بانکوک        | علی کریمی (۷) – کریم باقری (۲۶)                                                                    |
| ۲۵ | ۲۱ /۷/ ۱۳۷۷ | ایران ۰ - ۳ کویت       | کویت، کویت، قادسیه استادیوم        | بازی دوستانه                 | فرج لهیب (۵۳) – بشار عبداله (۵۷) – جمال مبارک (۷۲)                                                 |
| ۲۴ | ۲۵/۱/۱۳۷۷   | ایران ۱ - ۱ کویت       | تبریز، ایران، تختی                 | بازی دوستانه                 | علیرضا منصوریان (۶۰-پ) ** جاسم الهویدی (۱۵)                                                        |
| ۲۳ | ۹/۸/۱۳۷۶    | ایران ۰ - ۰ کویت       | تهران، ایران، آزادی                | مقدماتی جام جهانی ۱۹۹۸       | [ ۱۵ ]                                                                                             |
| ۲۲ | ۴/۷/۱۳۷۶    | ایران ۱ - ۱ کویت       | کویت، کویت، محمد الحمد             | مقدماتی جام جهانی ۱۹۹۸       | کریم باقری (۱+۹۰) ** جاسم الهویدی (۲۰)                                                             |
| ۲۱ | ۲۲/۱/۱۳۷۶   | ایران ۲ - ۰ کویت       | کویت، کویت                         | بازی دوستانه                 | رضا شاهرودی (۵) – علی میرزا استواری (۳۰)                                                           |
| ۲۰ | ۱/۱۰/۱۳۷۵   | ایران ۱(۴) - (۳)۱ کویت | ابوظبی، امارات، شیخ زاید           | جام ملت‌های آسیا ۱۹۹۶         | علی دایی (۴۲) ** جاسم الهویدی (۱۶)                                                                 |
| ۱۹ | ۱۳/۷/۱۳۷۵   | ایران ۱ - ۰ کویت       | کویت، کویت                         | بازی دوستانه                 | علی‌اکبر یوسفی (۳۰)                                                                                 |
| ۱۸ | ۹/۳/۱۳۷۵    | ایران ۲ - ۱ کویت       | کویت، کویت، کاظمیه                 | بازی دوستانه                 | علی دایی (۲ گل) ** جاسم الهویدی (۲۱)                                                               |
| ۱۷ | ۶/۳/۱۳۷۵    | ایران ۲ - ۲ کویت       | کویت، کویت، کاظمیه                 | بازی دوستانه                 | علیرضا حکیم‌زاده (۴۰) – ادموند اختر (۵۹) خالد الشلمی (۳۱) – عبدالعزیز آشور (۸۵)                     |
| ۱۶ | ۲۶/۷/۱۳۷۱   | ایران ۱ - ۱ کویت       | کویت، کویت، کاظمیه                 | بازی دوستانه                 | فرشاد پیوس (۲۸) ** حسین الخضاری                                                                    |
| ۱۵ | ۲۱/۸/۱۳۶۸   | ایران ۰ - ۱ کویت       | کویت، کویت، کاظمیه                 | جام صلح و دوستی              | محمد عبداله اسفور (۵)                                                                              |
| ۱۴ | ۱۶/۱۲/۱۳۶۵  | ایران ۰ - ۱ کویت       | دوحه، قطر، سحیم بن حمد             | مقدماتی المپیک ۱۹۸۸          | فیصل الدخیل (۸۹-پ)                                                                                 |
| ۱۳ | ۸/۱۲/۱۳۶۵   | ایران ۲ - ۱ کویت       | دوحه، قطر، سحیم بن حمد             | مقدماتی المپیک ۱۹۸۸          | بیژن طاهری (۶۴) – کریم باوی (۸۹) ** خالد الشبیب (۷۶)                                               |
| ۱۲ | ۴/۷/۱۳۶۵    | ایران ۰ - ۱ کویت       | دائجونگ، کره جنوبی، هانبَت استادیوم | بازی‌های آسیایی ۱۹۸۶          | صالح الحساوی (۱۸)                                                                                  |
| ۱۱ | ۲۵/۹/۱۳۶۳   | ایران ۱(۳) - (۵)۱ کویت | کالنگ، سنگاپور، ملی سنگاپور        | جام ملت‌های آسیا ۱۹۸۴         | ناصر محمدخانی (۸۱) ** موید الحداد (۲۷)                                                             |
| ۱۰ | ۷/۹/۱۳۶۱    | ایران ۰ - ۱ کویت       | دهلی نو، هند، جواهر لعل نهرو       | بازی‌های آسیایی ۱۹۸۲          | موید الحداد (۹۷)                                                                                   |
| ۹  | ۶/۷/۱۳۵۹    | ایران ۱ - ۲ کویت       | کویت، کویت، صباح السالم            | جام ملت‌های آسیا ۱۹۸۰         | حسین فرکی (۹۰) ** جاسم یعقوب (۶۳) – فیصل الدخیل (۸۵)                                               |
| ۸  | ۱۲/۹/۱۳۵۶   | ایران ۲ - ۱ کویت       | کویت، کویت                         | مقدماتی جام جهانی ۱۹۷۸       | بهتاش فریبا (۴۸) – حبیب خبیری (۵۹) ** فیصل الدخیل (۱۴)                                             |
| ۷  | ۶/۸/۱۳۵۶    | ایران ۱ - ۰ کویت       | تهران، ایران، آریامهر              | مقدماتی جام جهانی ۱۹۷۸       | غفور جهانی (۴۸)                                                                                    |
| ۶  | ۲۳/۳/۱۳۵۵   | ایران ۱ - ۰ کویت       | تهران، ایران، آریامهر              | جام ملت‌های آسیا ۱۹۷۶         | علی پروین (۷۱)                                                                                     |
| ۵  | ۳۱/۵/۱۳۵۴   | ایران ۱ - ۱ کویت       | تهران، ایران، آریامهر              | مقدماتی المپیک ۱۹۷۶          | حسن روشن (۹) ** حسین محمد (۸۲)                                                                     |
| ۴  | ۲۳/۲/۱۳۵۲   | ایران ۲ - ۰ کویت       | تهران، ایران، امجدیه               | مقدماتی جام جهانی ۱۹۷۴       | پرویز قلیچ‌خانی (۶۰-پ) – علی جباری (۷۵)                                                             |
| ۳  | ۱۶/۲/۱۳۵۴   | ایران ۲ - ۱ کویت       | تهران، ایران، امجدیه               | مقدماتی جام جهانی ۱۹۷۴       | غلام وفاخواه (۲۰) – علی پروین (۵۶) ** کمیل فتحی (۸۳)                                               |
| ۲  | ۲۵/۱۰/۱۳۵۰  | ایران ۲ - ۰ کویت       | آتن، یونان، پاناتینایکو            | مقدماتی المپیک ۱۹۷۲          | غلامحسین مظلومی (۴۹) علی پروین (۷۶)                                                                |
| ۱  | ۱۲/۹/۱۳۵۰   | ایران ۲ - ۰ کویت       | تهران، ایران، امجدیه               | مقدماتی المپیک ۱۹۷۲          | علی پروین (۲۰) – علی جباری (۴۷)                                                                    |

## گلزنان
کلا ۳۹ بازیکن ایرانی با پیراهن تیم ملی ایران موفق به زدن گل به تیم ملی کویت شده‌اند که علی دایی و علی پروین با زدن ۴ گل بهترین گلزن ایران در تاریخ جدال‌هایش با تیم ملی کویت است.
برای تیم ملی کویت نیز ۲۱ بازیکن مختلف در برابر ایران گلزنی کرده‌اند که جاسم الهویدی با زدن ۶ گل بهترین گلزن کویتی‌ها در برابر ایران است.

### گلزنان تیم ملی ایران
- ۴ گل : علی دایی – علی پروین
- ۲ گل : کریم باقری – علی جباری
- ۱ گل : کریم انصاری فرد – پیام صادقیان – یعقوب کریمی – مسعود شجاعی – میلاد میداوودی
مازیار زارع – جواد نکونام – غلامرضا رضایی –  علیرضا واحدی نیکبخت
جلال حسینی – فرهاد مجیدی – رحمان رضایی – محمد نوازی – بهنام ابوالقاسم‌پور
رسول خطیبی – نادر محمدخانی – علیرضا منصوریان – علی میرزا استواری – رضا شاهرودی
علی‌اکبر یوسفی – ادموند اختر – علیرضا حکیم‌زاده – فرشاد پیوس – کریم باوی
بیژن طاهری – ناصر محمدخانی – حسین فرکی – حبیب خبیری – بهتاش فریبا
غفور جهانی – حسن روشن – پرویز قلیچ‌خانی – غلام وفاخواه – غلامحسین مظلومی

### گلزنان تیم ملی کویت
- ۶ گل : جاسم الهویدی
- ۴ گل : بشار عبداله
- ۳ گل : فیصل الدخیل
- ۲ گل : فهد الرشید – موید الحداد
- ۱ گل : فهد آواد – یوسف ناصر – عبدالعزیز آل مشان – احمد عجب عازمی – ولید علی – فرج لهیب
جمال مبارک – خالد الشلمی – عبدالعزیز آشور – حسین الخضاری – محمد عبداله اسفور
خالد الشبیب – صالح الحساوی – جاسم یعقوب – حسین محمد – کمیل فتحی
  - یک گل تیم کویت هم به اشتباه توسط محسن بنگر به ثمر رسیده است